# Gerard Majella
Gerard Majella (ur. 6 kwietnia 1726 w Muro Lucano, zm. 16 października 1755 r. w Caposele) – włoski redemptorysta, święty katolicki.

## Życiorys
Jego matką była Benita Galella, a ojcem krawiec Dominik Majella. Ojciec zmarł, gdy Gerard miał 12 lat, pozostawiając rodzinę w biedzie. Gerard wychowywał się wraz ze swymi siostrami: Anitą, Elżbietą i Brygidą. Pierwotnie Gerard próbował wstąpić do zakonu kapucynów, ale nie został przyjęty ze względu na słaby stan zdrowia.
W wieku 23 lat Gerard został przyjęty jako brat świecki do zakonu redemptorystów w Deliceto. Z początku pracował w przyklasztornym ogrodzie, potem jako zakrystianin, krawiec, furtian i opiekun chorych w infirmerii. Podczas Świąt Bożego Narodzenia 1749 roku otrzymał habit zakonny z rąk ojca Cafaro. W lipcu 1752 r. brat Gerard złożył śluby wieczyste. Po ślubach pozostawał w domu w Deliceto.
Gdy został fałszywie oskarżony przez ciężarną kobietę o bycie ojcem jej dziecka, milczał, nic nie powiedział na swoją obronę; kobieta później oczyściła go z zarzutów. 
Zmarł na gruźlicę w wieku niespełna 30 lat. W charakterze testamentu pozostawił karteczkę na drzwiach swojej celi: Tutaj spełnia się Wolę Bożą, tak jak chce Bóg i jak długo będzie chciał.

## Legendy
Mówi się o nim, że umiał być w dwóch miejscach naraz, unosić się nad ziemią i czytać z sumień ludzkich.
Jedna z córek przyjaciół zwróciła mu uwagę, że zostawił w domu swoją chusteczkę do nosa. Natychmiast w swojej proroczej wizji Gerard mówi: Zatrzymaj ją sobie. Któregoś dnia ci się przyda. Kilka lat później dziewczyna, której pozostawił tę chusteczkę, znalazła się w niebezpieczeństwie śmierci w czasie porodu. Przypomniała sobie słowa Gerarda i poprosiła o chusteczkę. Prawie natychmiast niebezpieczeństwo minęło i urodziła zdrowe dziecko. Chusteczka wciąż jest przechowywana jako miła pamiątka po Gerardzie.
Inne cudowne czyny:
- Przywraca życie pewnemu chłopcu, który spadł z bardzo wysokiej skały;
- Błogosławi słaby plon zboża biednej rodziny i zboża wystarcza im do najbliższych zbiorów;
- Rozmnaża chleb przeznaczony dla ubogich;
- Pewnego dnia chodzi po wzburzonych wodach, aby doprowadzić łódkę pełną rybaków do pewnej przystani;
- Gerard wyjawia ludziom ich ukryte grzechy, których się wstydzili wyznać na spowiedzi.

## Patronat
Jest patronem dzieci (w szczególności nienarodzonych); porodu; matek (w szczególności w ciąży); macierzyństwa; braci świeckich i miejscowości Muro Lucano we Włoszech.

## Dzień obchodów
Kościół katolicki obchodzi wspomnienie liturgiczne św. Gerarda Majelli w dniu 16 października.

## Proces beatyfikacyjny
Beatyfikowany dnia 29 stycznia 1893 roku przez papieża Leona XIII.

## Proces kanonizacyjny
Papież Pius X kanonizował go 11 grudnia 1904 roku.